# Gigantodax wrighti
Gigantodax wrighti är en tvåvingeart som beskrevs av Vargas och Ramón A. Palacios 1944. Gigantodax wrighti ingår i släktet Gigantodax och familjen knott. Inga underarter finns listade i Catalogue of Life.